# Melanie Kok
Melanie Kok (ur. 4 listopada 1983 w Thunder Bay) – kanadyjska wioślarka.

## Osiągnięcia
- Igrzyska Olimpijskie – Pekin 2008 – dwójka podwójna wagi lekkiej – 3. miejsce[1].